# روسلا فیامینگو
روسِلا فیامینگو (ایتالیایی: Rossella Fiamingo؛ زادهٔ ۱۴ ژوئیهٔ ۱۹۹۱) شمشیرباز اسلحه اپه اهل ایتالیا است. او دو بار در سال‌های ۲۰۱۴ و ۲۰۱۵ قهرمان جهان شد و در المپیک ۲۰۱۶ ریو مدال نقره را به گردن آویخت.